# Louis Delaunay
Pour les articles homonymes, voir Delaunay.
Louis Delaunay est un acteur français, né le 23 mai 1854 à Paris et mort le 15 mai 1937 à Saint-Raphaël.

## Biographie
Louis Delaunay naît le 23 mai 1854 à Paris. Il est le fils de l'acteur du Français et professeur au Conservatoire de Paris Louis-Arsène Delaunay.
Il est sociétaire de la Comédie-Française de 1905 à 1916.
Il épouse en 1877 Rose Delaunay, fille du violoniste Auguste Bünzli et soprano à l'Opéra-Comique. Ils fêtent leurs noces de diamant en avril 1937. 
Il meurt le 14 mai 1937 à 83 ans à Saint-Raphaël où il s'est fixé avec sa femme en 1922.

## Théâtre

### Hors Comédie-Française
- 1895 : Le Collier de la reine de Pierre Decourcelle, théâtre de la Porte-Saint-Martin

### Comédie-Française
Entrée à la Comédie-Française en 1896
Nommé 340e sociétaire en 1905
Retraite en 1916
- 1896 : Le Misanthrope de Molière : Alceste
- 1896 : Les Rantzau d'Émile Erckmann et Alexandre Chatrian : M. Lebel
- 1897 : Athalie de Jean Racine : Asarias
- 1898 : Struensée de Paul Meurice : le pasteur Adam Struensée
- 1898 : Le Misanthrope de Molière : Philinte
- 1898 : Louis XI de Casimir Delavigne : François de Paule
- 1898 : Les Ménechmes de Jean-François Regnard, mise en scène Jules Truffier : un marquis
- 1899 : Mercadet d'Honoré de Balzac : Méricourt
- 1899 : Othello de William Shakespeare, adaptation de Jean Aicard : Lodovic
- 1902 : Les Burgraves de Victor Hugo : Teudon
- 1902 : Ruy Blas de Victor Hugo : Priego
- 1902 : Rome vaincue d'Alexandre Parodi : Lucius
- 1902 : L'Autre Danger de Maurice Donnay : Heybens
- 1903 : Le Dédale de Paul Hervieu : Vilard-Duval
- 1904 : Le Père Lebonnard de Jean Aicard : Marquis d'Estrey
- 1905 : Le Marquis de Priola de Henri Lavedan : Le Chesne
- 1905 : Le Réveil de Paul Hervieu : Farmont
- 1905 : Don Quichotte de Jean Richepin d'après Miguel de Cervantes : Don Luis
- 1906 : Hernani de Victor Hugo : Don Ricardo
- 1906 : La Mort de Pompée de Pierre Corneille : Plotin
- 1906 : Bérénice de Jean Racine : Arsace (16 fois de 1906 à 1915)
- 1906 : Paraître de Maurice Donnay : Lacouderie
- 1907 : Polyeucte de Pierre Corneille : Néarque
- 1907 : Marion de Lorme de Victor Hugo : Duc de Bellegarde
- 1907 : La Rivale de Henry Kistemaeckers et Eugène Delard : Baron de Ligneuil
- 1908 : Simone d'Eugène Brieux : M. Mignier
- 1909 : Le Misanthrope de Molière : Oronte
- 1909 : La Furie de Jules Bois : Alcée
- 1909 : La Brebis perdue de Gabriel Trarieux : Monseigneur Dutheil
- 1909 : Sire de Henri Lavedan : l'abbé Rémus
- 1911 : L'École des maris de Molière : Ariste
- 1915 : Andromaque de Jean Racine : Phoenix

## Filmographie

### Acteur
- 1909 : Le Retour d'Ulysse d'André Calmettes et Charles Le Bargy : le grand-prêtre
- 1913 : La Pie noire d'Alfred Machin
- 1917 : En détresse d'Henri Pouctal : Jean-Joseph d'Hautefort
- 1918 : Marion de Lorme d'Henry Krauss
- 1920 : Au travail d'Henri Pouctal
- 1933 : La Dame de chez Maxim's d'Alexander Korda
- 1934 : Les Misérables de Raymond Bernard

### Producteur
- 1927 : Le Vertige[réf. nécessaire]